# Gordon-Test
Beim Gordon-Test handelt es sich um ein Nachweisverfahren für Erkrankungen des Magen-Darm-Traktes, bei denen es durch verschiedene Ursachen zu einem massiven Eiweißverlust kommt (siehe Gordon-Syndrom).  
Die Durchführung des Tests erfolgt mittels 131I-(radioaktiv) markierten Polyvinylpyrrolidons, welches nach der Ausscheidung im Stuhl gemessen werden kann. Dieses 1959 entwickelte Diagnoseverfahren findet heute kaum noch klinische Anwendung.
In letzter Zeit ist das Verfahren durch die Anwendung von 51Cr-Human-Serumalbumin modifiziert worden.